# Ecuador ai Giochi della XXXII Olimpiade
L'Ecuador ha partecipato ai Giochi della XXXII Olimpiade, che si sono svolti a Tokyo, Giappone, dal 23 luglio all'8 agosto 2021 (inizialmente previsti dal 24 luglio al 9 agosto 2020 ma posticipati per la pandemia di COVID-19) con una delegazione di 48 atleti impegnati in 15 discipline.

## Medaglie

### Medaglie per disciplina
| Sport             | Oro | Argento | Bronzo | Totale |
| ----------------- | --- | ------- | ------ | ------ |
| Ciclismo          | 1   | 0       | 0      | 1      |
| Sollevamento pesi | 1   | 1       | 0      | 2      |
| Totale            | 2   | 1       | 0      | 3      |

### Medaglie d'oro
| Medaglia | Atleta          | Sport             | Evento                  |
| -------- | --------------- | ----------------- | ----------------------- |
| Oro      | Richard Carapaz | Ciclismo          | Corsa in linea maschile |
| Oro      | Neisi Dajomes   | Sollevamento pesi | 76 kg femminile         |

### Medaglie d'argento
| Medaglia | Nome           | Sport             | Evento          |
| -------- | -------------- | ----------------- | --------------- |
| Argento  | Tamara Salazar | Sollevamento pesi | 87 kg femminile |

## Delegazione
| Sport              | Uomini | Donne | Totale |
| ------------------ | ------ | ----- | ------ |
| Atletica leggera   | 8      | 10    | 18     |
| Ciclismo           | 3      | 1     | 4      |
| Equitazione        | 1      | 0     | 1      |
| Golf               | 0      | 1     | 1      |
| Judo               | 1      | 2     | 3      |
| Lotta              | 0      | 2     | 2      |
| Nuoto              | 2      | 2     | 4      |
| Pentathlon moderno | 0      | 1     | 1      |
| Pugilato           | 2      | 2     | 4      |
| Sollevamento pesi  | 0      | 4     | 4      |
| Surf               | 0      | 1     | 1      |
| Tennistavolo       | 1      | 0     | 1      |
| Tiro               | 0      | 2     | 2      |
| Tiro con l'arco    | 0      | 1     | 1      |
| Triathlon          | 0      | 1     | 1      |
| Totale             | 18     | 30    | 48     |

## Risultati

### Atletica leggera
Uomini
| Atleta             | Evento       | Finale    | Finale    |
| Atleta             | Evento       | Risultato | Posizione |
| ------------------ | ------------ | --------- | --------- |
| David Hurtado      | Marcia 20 km | 1h24'31"  | 19º       |
| Jordy Jiménez      | Marcia 20 km | 1h27'52"  | 35º       |
| Brian Pintado      | Marcia 20 km | 1h22'54"  | 12º       |
| Jhonatan Amores    | Marcia 50 km | 4h05'47"  | 27º       |
| Andrés Chocho      | Marcia 50 km | 3h59'03"  | 19º       |
| Claudio Villanueva | Marcia 50 km | 4h53'09"  | 47º       |

Donne
| Atleta                                                       | Evento       | Batterie preliminari | Batterie preliminari | Batteria  | Batteria  | Semifinale      | Semifinale      | Finale          | Finale          |
| Atleta                                                       | Evento       | Risultato            | Posizione            | Risultato | Posizione | Risultato       | Posizione       | Risultato       | Posizione       |
| ------------------------------------------------------------ | ------------ | -------------------- | -------------------- | --------- | --------- | --------------- | --------------- | --------------- | --------------- |
| Ángela Tenorio                                               | 100 m        | Bye                  | Bye                  | 11"59     | 6ª        | Non qualificata | Non qualificata | Non qualificata | Non qualificata |
| Yuliana Angulo Marizol Landázuri Anahí Suárez Ángela Tenorio | 4×100 m      | 43"69                | 8ª                   | N.D.      | N.D.      | Non qualificate | Non qualificate | Non qualificate | Non qualificate |
| Andrea Bonilla                                               | Maratona     | N.D.                 | N.D.                 | N.D.      | N.D.      | N.D.            | N.D.            | 2h43'30"        | 60ª             |
| Rosa Chacha                                                  | Maratona     | N.D.                 | N.D.                 | N.D.      | N.D.      | N.D.            | N.D.            | 2h36'44"        | 41ª             |
| Karla Jaramillo                                              | Marcia 20 km | N.D.                 | N.D.                 | N.D.      | N.D.      | N.D.            | N.D.            | 1h36'32"        | 28ª             |
| Glenda Morejón                                               | Marcia 20 km | N.D.                 | N.D.                 | N.D.      | N.D.      | N.D.            | N.D.            | DNF             | DNF             |
| Paola Pérez                                                  | Marcia 20 km | N.D.                 | N.D.                 | N.D.      | N.D.      | N.D.            | N.D.            | 1h31'26"        | 9ª              |

### Ciclismo

#### Ciclismo su strada
| Atleta           | Evento                  | Tempo    | Posizione |
| ---------------- | ----------------------- | -------- | --------- |
| Richard Carapaz  | Corsa in linea maschile | 6h05'26" |           |
| Jhonatan Narváez | Corsa in linea maschile | 6h15'38" | 47º       |

#### BMX
Corsa
| Atleta          | Evento          | Quarti | Quarti    | Semifinale      | Semifinale      | Finale          | Finale          |
| Atleta          | Evento          | Punti  | Posizione | Punti           | Posizione       | Tempo           | Posizione       |
| --------------- | --------------- | ------ | --------- | --------------- | --------------- | --------------- | --------------- |
| Alfredo Campo   | Corsa maschile  | 12     | 4º Q      | 8               | 4º Q            | 40.705          | 5º              |
| Doménica Azuero | Corsa femminile | 13     | 5ª        | Non qualificata | Non qualificata | Non qualificata | Non qualificata |

### Equitazione

#### Concorso completo
| Atleta            | Cavallo         | Evento      | Dressage | Dressage | Cross-country | Cross-country | Cross-country | Salto ostacoli | Salto ostacoli | Salto ostacoli | Salto ostacoli  | Salto ostacoli  | Salto ostacoli  | Totale   | Totale |
| Atleta            | Cavallo         | Evento      | Dressage | Dressage | Cross-country | Cross-country | Cross-country | Qualificazione | Qualificazione | Qualificazione | Finale          | Finale          | Finale          | Totale   | Totale |
| Atleta            | Cavallo         | Evento      | Penalità | Pos.     | Penalità      | Totale        | Pos.          | Penalità       | Totale         | Pos.           | Penalità        | Totale          | Pos.            | Penalità | Pos.   |
| ----------------- | --------------- | ----------- | -------- | -------- | ------------- | ------------- | ------------- | -------------- | -------------- | -------------- | --------------- | --------------- | --------------- | -------- | ------ |
| Nicolas Wettstein | Altier d'Aurois | Individuale | 40,90    | 56º      | 48,40         | 89,30         | 45º           | 16,00          | 105,30         | 41º            | Non qualificato | Non qualificato | Non qualificato | 105,30   | 41º    |

### Golf
| Atleta          | Evento    | Round 1   | Round 2   | Round 3   | Round 4   | Totale | Totale | Totale     |
| Atleta          | Evento    | Punteggio | Punteggio | Punteggio | Punteggio | Totale | Par    | Classifica |
| --------------- | --------- | --------- | --------- | --------- | --------- | ------ | ------ | ---------- |
| Daniela Darquea | Femminile | 72        | 73        | 65        | 73        | 283    | −1     | =38ª       |

### Judo
| Atleta           | Evento          | Preliminari          | 16-esimi             | Ottavi               | Quarti               | Semifinali           | Ripescaggio          | Finale               | Pos.            |
| Atleta           | Evento          | Avversario Punteggio | Avversario Punteggio | Avversario Punteggio | Avversario Punteggio | Avversario Punteggio | Avversario Punteggio | Avversario Punteggio | Pos.            |
| ---------------- | --------------- | -------------------- | -------------------- | -------------------- | -------------------- | -------------------- | -------------------- | -------------------- | --------------- |
| Lenin Preciado   | 60 kg maschile  | Gerchev P 00-10      | Non qualificato      | Non qualificato      | Non qualificato      | Non qualificato      | Non qualificato      | Non qualificato      | Non qualificato |
| Estefania García | 63 kg femminile | Ozdoba-Błach P 00–10 | Non qualificata      | Non qualificata      | Non qualificata      | Non qualificata      | Non qualificata      | Non qualificata      | Non qualificata |
| Vanessa Chalá    | 78 kg femminile | Turchyn P 00-10      | Non qualificata      | Non qualificata      | Non qualificata      | Non qualificata      | Non qualificata      | Non qualificata      | Non qualificata |

### Lotta
| Atleta         | Evento          | Ottavi               | Quarti               | Semifinali           | Ripescaggio          | Finale               | Pos. |
| Atleta         | Evento          | Avversario Risultato | Avversario Risultato | Avversario Risultato | Avversario Risultato | Avversario Risultato | Pos. |
| -------------- | --------------- | -------------------- | -------------------- | -------------------- | -------------------- | -------------------- | ---- |
| Lucía Yépez    | 50 kg femminile | Islamova V 3-1PP     | Susaki P 0-4ST       | Non qualificata      | Tsogt-Ochir P 0-5VB  | Non qualificata      | 8ª   |
| Luisa Valverde | 53 kg femminile | Prevolaraki V 3-1PP  | Bat-Ochir V 1-4SP    | Non qualificata      | Non qualificata      | Non qualificata      | 8ª   |

### Nuoto
| Atleta           | Evento                       | Batterie | Batterie  | Semifinali      | Semifinali      | Finale          | Finale          |
| Atleta           | Evento                       | Tempo    | Posizione | Tempo           | Posizione       | Tempo           | Posizione       |
| ---------------- | ---------------------------- | -------- | --------- | --------------- | --------------- | --------------- | --------------- |
| Tomas Peribonio  | 200 m misti maschili         | 2'00"62  | 36º       | Non qualificato | Non qualificato | Non qualificato | Non qualificato |
| Tomas Peribonio  | 400 m misti maschili         | 4'18"73  | 24º       | N.D.            | N.D.            | Non qualificato | Non qualificato |
| David Farinango  | Maratona 10 km maschili      | N.D.     | N.D.      | N.D.            | N.D.            | 1h53'09"8       | 15º             |
| Anicka Delgado   | 50 m stile libero femminili  | 25"36    | 25ª       | Non qualificata | Non qualificata | Non qualificata | Non qualificata |
| Anicka Delgado   | 100 m stile libero femminili | 55"56    | 31ª       | Non qualificata | Non qualificata | Non qualificata | Non qualificata |
| Samantha Arévalo | Maratona 10 km femminili     | N.D.     | N.D.      | N.D.            | N.D.            | 2h01'30"6       | 11ª             |

### Pentathlon moderno
| Atleta          | Evento         | Scherma   | Scherma | Scherma | Nuoto   | Nuoto | Nuoto | Equitazione | Equitazione | Equitazione | Combinato (corsa e pistola) | Combinato (corsa e pistola) | Combinato (corsa e pistola) | Totale | Posizione finale |
| Atleta          | Evento         | Risultati | Pos.    | Punti   | Tempo   | Pos.  | Punti | Penalità    | Pos.        | Punti       | Tempo                       | Pos.                        | Punti                       | Totale | Posizione finale |
| --------------- | -------------- | --------- | ------- | ------- | ------- | ----- | ----- | ----------- | ----------- | ----------- | --------------------------- | --------------------------- | --------------------------- | ------ | ---------------- |
| Marcela Cuaspud | Gara femminile | 4+0       | 36ª     | 124     | 2'27"91 | 35ª   | 255   | EL          | =31ª        | 0           | 13'39"94                    | 33ª                         | 481                         | 860    | 35ª              |

### Pugilato
| Atleta              | Evento                 | 32-esimi             | 16-esimi             | Quarti               | Semifinali           | Finale               | Pos.            |
| Atleta              | Evento                 | Avversario Punteggio | Avversario Punteggio | Avversario Punteggio | Avversario Punteggio | Avversario Punteggio | Pos.            |
| ------------------- | ---------------------- | -------------------- | -------------------- | -------------------- | -------------------- | -------------------- | --------------- |
| Jean Carlos Caicedo | Pesi piuma maschile    | Butsenko V 3-2       | Takyi P 0-5          | Non qualificato      | Non qualificato      | Non qualificato      | Non qualificato |
| Julio Castillo      | Pesi massimi maschile  | Bye                  | Ishaish P 0-4        | Non qualificato      | Non qualificato      | Non qualificato      | Non qualificato |
| María José Palacios | Pesi leggeri femminile | Seesondee P 0-5      | Non qualificata      | Non qualificata      | Non qualificata      | Non qualificata      | Non qualificata |
| Érika Pachito       | Pesi medi femminile    | N.D.                 | Gramane P 1-4        | Non qualificata      | Non qualificata      | Non qualificata      | Non qualificata |

### Sollevamento pesi
| Atleta            | Evento          | Strappo   | Strappo    | Slancio   | Slancio    | Totale | Classifica |
| Atleta            | Evento          | Risultato | Classifica | Risultato | Classifica | Totale | Classifica |
| ----------------- | --------------- | --------- | ---------- | --------- | ---------- | ------ | ---------- |
| Alexandra Escobar | 49 kg femminile | 95        | DNF        | DNF       | DNF        | DNF    | DNF        |
| Angie Palacios    | 64 kg femminile | 104       | 2ª         | 122       | 7ª         | 226    | 6ª         |
| Neisi Dajomes     | 76 kg femminile | 118       | 1ª         | 145       | 1ª         | 263    |            |
| Tamara Salazar    | 87 kg femminile | 113       | 3ª         | 150       | 1ª         | 263    |            |

### Surf
| Atleta      | Evento               | Round 1   | Round 1 | Round 2   | Round 2 | Round 3              | Quarti               | Semifinale           | Finale / FB          | Pos.            |
| Atleta      | Evento               | Punteggio | Pos.    | Punteggio | Pos.    | Avversario Risultato | Avversario Risultato | Avversario Risultato | Avversario Risultato | Pos.            |
| ----------- | -------------------- | --------- | ------- | --------- | ------- | -------------------- | -------------------- | -------------------- | -------------------- | --------------- |
| Mimi Barona | Shortboard femminile | 7,66      | 3ª q    | 8,87      | 5ª      | Non qualificata      | Non qualificata      | Non qualificata      | Non qualificata      | Non qualificata |

### Tennistavolo
| Atleta       | Evento           | Preliminari          | Round 1              | Round 2              | Round 3              | Ottavi               | Quarti               | Semifinali           | Finale / FB          | Pos.            |
| Atleta       | Evento           | Avversario Punteggio | Avversario Punteggio | Avversario Punteggio | Avversario Punteggio | Avversario Punteggio | Avversario Punteggio | Avversario Punteggio | Avversario Punteggio | Pos.            |
| ------------ | ---------------- | -------------------- | -------------------- | -------------------- | -------------------- | -------------------- | -------------------- | -------------------- | -------------------- | --------------- |
| Alberto Miño | Singolo maschile | Bye                  | Kumar P 2-4          | Non qualificato      | Non qualificato      | Non qualificato      | Non qualificato      | Non qualificato      | Non qualificato      | Non qualificato |

### Tiro a segno/volo
| Atleta            | Evento                                | Qualificazione | Qualificazione | Finale          | Finale          |
| Atleta            | Evento                                | Punteggio      | Classifica     | Punteggio       | Classifica      |
| ----------------- | ------------------------------------- | -------------- | -------------- | --------------- | --------------- |
| Diana Durango     | Pistola 10 m aria compressa femminile | 559            | 45ª            | Non qualificata | Non qualificata |
| Andrea Pérez Peña | Pistola 10 m aria compressa femminile | 565            | 36ª            | Non qualificata | Non qualificata |
| Diana Durango     | Pistola 25 m femminile                | 569            | 38ª            | Non qualificata | Non qualificata |
| Andrea Pérez Peña | Pistola 25 m femminile                | 582            | 13ª            | Non qualificata | Non qualificata |

### Tiro con l'arco
| Atleta           | Evento                | Classificazione | Classificazione | 32-esimi             | 16-esimi             | Ottavi               | Quarti               | Semifinali           | Finale / FB          | Pos.            |
| Atleta           | Evento                | Punteggio       | Pos.            | Avversario Punteggio | Avversario Punteggio | Avversario Punteggio | Avversario Punteggio | Avversario Punteggio | Avversario Punteggio | Pos.            |
| ---------------- | --------------------- | --------------- | --------------- | -------------------- | -------------------- | -------------------- | -------------------- | -------------------- | -------------------- | --------------- |
| Adriana Espinosa | Individuale femminile | 606             | 62ª             | Kang C-y P 0–6       | Non qualificata      | Non qualificata      | Non qualificata      | Non qualificata      | Non qualificata      | Non qualificata |

### Triathlon
| Atleta          | Evento                | Nuoto  | T1    | Ciclismo | T2  | Corsa | Totale | Classifica |
| --------------- | --------------------- | ------ | ----- | -------- | --- | ----- | ------ | ---------- |
| Elizabeth Bravo | Individuale femminile | 20'15" | 0'42" | LAP      | LAP | LAP   | LAP    | LAP        |